# 新田反町町
新田反町町（にったそりまちちょう）は、群馬県太田市にある地名（町丁）。郵便番号は370-0313。

## 概要
生品地区にある町丁。

## 地理

### 新田反町町内の区
新田反町町（生品地区）の行政区の一覧。
| 地区     | 行政区 | 読み     | 区域           |
| -------- | ------ | -------- | -------------- |
| 生品地区 | 反町   | そりまち | 新田反町の一部 |

### 近隣町丁
- 新田市野井町
- 新田金井町
- 新田上江田町
- 新田赤堀町
- 新田木崎町
- 上田島町
- 新田村田町

## 世帯数と人口
2022年（令和4年）3月31日現在の世帯数と人口は以下の通りである。
| 町丁       | 世帯数  | 人口  |
| ---------- | ------- | ----- |
| 新田反町町 | 337世帯 | 849人 |

## 小・中学校の学区
市立小・中学校に通う場合、学区は以下の通りとなる。
| 番地       | 小学校             | 中学校             |
| ---------- | ------------------ | ------------------ |
| 反町の一部 | 太田市立木崎小学校 | 太田市立木崎中学校 |
| 反町       | 太田市立生品小学校 | 太田市立生品中学校 |

## 交通

### 鉄道
町内に鉄道は通っていない。

### 道路
- 群馬県道332号桐生新田木崎線

## 施設
- 反町薬師
- セブンイレブン新田反町店
- ローソン新田反町店